# Эльбарусово
Эльбару́сово (чув. Хуракасси) — деревня в Мариинско-Посадском районе Чувашской Республики, административный центр Эльбарусовского сельского поселения.

## География
Расстояние до Чебоксар 53 км, до райцентра 31 км, до ж.-д. станции 37 км. 

Расположена на берегах реки Чулкась.

## Название
Село было основано человеком с фамилией Эльбарысов - который относил себя к племени Барсилов, относившимся к Волжским Булгарам, от него сие название Эльбарусово. Само наименование фамилии от двух слов от Эль - Народ и Барыс (чув.Парăс) - барс, лев, (хищные кошки). Согласно легенде их тотемным зверем был именно Барыс - Лев (не путать современно чувашское Арăс, Арăслан). Название племени Барсил так же состоит из двух слов Барс и Ил - народ барса, льва (хищной кошки). Историю о изображении на гербах Волжских Булгар льва подтверждают и археологические находки как и герб современной Дунайской Болгарии. Местные инициаторы предлагали изображение Льва или Барса на гербе и флаге поселения Эльбарусово.

## История
Во 2-й половине XIX века функционировала ветряная мельница. 

В 1894 году основана школа грамоты (по другим данным: открыта 15 ноября 1893 года в доме крестьянина Ивана Романовича Чалкова; школа была при Тогаевской церкви).
В 1930 году образован колхоз «Социализм».
Печальную известность Эльбарусову принёс тяжелейший по своим последствиям пожар в деревенской школе 5 ноября 1961 года. Тогда в огне погибло 110 человек, в том числе 106 детей.

### Административно-территориальное подчинение
В 18 веке до 1927 года — в составе Чекурской волости Свияжского уезда, Чекурской, Покровской волостей Чебоксарского уезда,

В 1917—1927 годах Эльбарусово входило в состав Чебоксарского уезда, 

в 1939—1959 годах было в составе Октябрьского района, 

в 1962—1965 годах было в составе Цивильского района, 

в 1927—1939, 1959—1962 и с 1965 года и по настоящее время — в составе Мариинско-Посадского района.

## Социально-значимые объекты
- СХПК «Эльбарусовский»
- ООО «Фирма „Юман“»
- ООО «Фирма „Сентреш“»
- МОУ «Эльбарусовская СОШ»
- МДОУ «Детсад „Светлячок“»
- Эльбарусовская сельская библиотека
- Эльбарусовский ЦСДК
- Продовольственный магазин Октябрьского ПО
- Промтоварный магазин Октябрьского ПО
- Эльбарусовское отделение почтовой связи
- Эльбарусовская сберкасса
- Эльбарусовская автостанция
- Пожарная часть СХПК «Эльбарусовский»

## Население
Жители — чуваши, до 1724 года ясачные, до 1866 года государственные крестьяне; занимались земледелием, животноводством, кузнечным, корзиночным, бондарным промыслами. 

В 1859 году в деревне Елбарусова Чебоксарского уезда при речке Сунтреш числилось 76 дворов (177 жителей мужского пола и 198 — женского) казённых крестьян.

К 1907 году в деревне Эльбарусова Покровской волости Чебоксарского уезда насчитывалось 660 душ чуваш «обоего пола».
Число дворов и жителей: 

в 1721 — 72 мужчины; 

1747 — 98 мужчин;

1795 (с 1 выселком) — 40 дворов, 134 мужчины, 147 женщин; 

1858 — 181 мужчина, 204 женщины; 

1897 — 336 мужчин, 281 женщина; 

1926 — 191 двор, 471 мужчина, 436 женщин; 

1939 — 489 мужчин, 537 женщин; 

1979 — 385 мужчин, 450 женщин; 

2002 — 303 двора, 891 человек: 443 мужчины, 448 женщин; 

2010 — 272 частных домохозяйства, 793 человека: 386 мужчин, 407 женщин.
| 2010 | 2012 |
| ---- | ---- |
| 793  | ↗860 |

## Улицы
В настоящий момент деревня Эльбарусово состоит из 12 улиц: Восточная, Игнатьева, Лесная, Молодёжная, Нагорная, Новошкольная, Парковая, Симагой, Таёжная, Тогаевская, Центральная, Школьная.

## Памятники и памятные места
- Памятник павшим воинам в Великой Отечественной войне (ул. Центральная, около д. 7)[11]
- Памятник жертвам пожара в школе в 1961 году «Стрижи. Память» (скульптор Нагорнов В. П.; памятник открыт 12 ноября 1994 года)[12]